# فيبي فوزي
فيبي فوزي جرجس هي صحفية، وناشطة في حقوق المرأة، وسياسية وبرلمانية مصرية تشغل منصب الوكيلة الثانية لمجلس الشيوخ المصري منذ 18 أكتوبر 2020. فازت بالمقعد على قائمة حزب الشعب الجمهوري (مصر) خلال انتخابات مجلس الشيوخ المصري 2020. وتُعد أول امرأة مسيحية تشغل هذا المنصب في البرلمان المصري.
تنحدر فيبي من مدينة الإسماعيلية الواقعة على قناة السويس. وكان والدها أستاذًا جامعيًا. حصلت في عام 1983 على درجة البكالوريوس في الإعلام وعلوم الاتصال من جامعة القاهرة. بدأت مسيرتها المهنية في الصحافة والإعلام، وأصبحت أصغر رئيسة تحرير في التلفزيون المصري في حينها. كما أنها تعمل مترجمة من اللغة العربية إلى الإنجليزية والعكس. وقد شغلت لاحقًا منصب مديرة الأخبار في قناة قناة القنال.